# باسكال غويو
باسكال غويو (بالفرنسية: Pascal Guyot)‏ مواليد 26 ديسمبر 1959 في بلفور، فرنسا، هو دراج فرنسي سابق.

## روابط خارجية
- باسكال غويو على موقع أرشيف الدراجات (الإنجليزية)
- باسكال غويو على موقع إحصائيات الدراجات الإحترافية (الإنجليزية)